# Лубно (Лодзинське воєводство)
Лубно (пол. Łubno) — село в Польщі, у гміні Дашина Ленчицького повіту Лодзинського воєводства.
Населення — 275 осіб (2011).
У 1975-1998 роках село належало до Плоцького воєводства.

## Демографія
Демографічна структура станом на 31 березня 2011 року:
|          | Загалом | Допрацездатний вік | Працездатний вік | Постпрацездатний вік |
| -------- | ------- | ------------------ | ---------------- | -------------------- |
| Чоловіки | 142     | 17                 | 100              | 25                   |
| Жінки    | 133     | 25                 | 67               | 41                   |
| Разом    | 275     | 42                 | 167              | 66                   |